# Teleportation
Teleportation er en proces hvori et objekt eller en person tilbagelægger en afstand, uden at have passeret selve distancen i fysisk forstand. Der eksperimenteres i udførsel af teleportation, men det er overvejende kendt fra science-fiction-værker.